# David Carnegie, 14. Earl of Northesk

Wappen der Earls of Northesk

David John MacRae Carnegie, 14. Earl of Northesk (* 3. November 1954; † 28. März 2010) war ein schottischer Peer.

## Leben und Karriere
Carnegie war der Sohn von Robert Carnegie, 13. Earl of Northesk, und Jean Margaret MacRae.
Er besuchte das Eton College und studierte am University College London.
1979 heiratete er Jacqueline Dundas Reid und hatte vier Kinder mit ihr:
- Alexander Robert Macrae Carnegie, Lord Rosehill (* 1980; † 2001)
- Lady Sarah Louise Mary Carnegie (* 1982)
- Lady Fiona Jean Elizabeth Carnegie (* 1987)
- Lady Sophie Margaret Jean Carnegie (* 1990)

Aufgrund des Peerage Act 1963 war mit seinen Titeln die Mitgliedschaft im House of Lords verbunden. Als durch den House of Lords Act 1999 die Erblichkeit von Parlamentssitzen abgeschafft wurde, gehörte er zu den 92 erblichen Peers, die von den übrigen erblichen Peers gewählt wurden um im Oberhaus zu verbleiben. Carnegie gehörte der Conservative Party an. Im Jahr 2001 beging sein Sohn Alexander Selbstmord. Den Titel erbte daher 2010 sein entfernter Verwandter Patrick Carnegy.